# Vesa Viitakoski
Vesa Ilmari Viitakoski, född 13 februari 1971 i Villmanstrand, är en finländsk före detta professionell ishockeyspelare som bar nummer 39 i HV71 säsongen 1996–97 och senare i Brynäs IF med samma nummer. Han lämnade Brynäs inför säsongen 2006–07 och spelade senast i finländska Kärpät.
Viitakoski provade på NHL-spel med Calgary Flames i mitten på 1990-talet. Han spelade 23 matcher i NHL och gjorde 2 mål och 4 assist.

### Fotnoter
1. ↑  Kjell Nilsson (17 september 1996). ”HV71 lilla Finland”. Svenska dagbladet. http://www.svd.se/hv71-lilla-finland. Läst 27 juli 2016.